# Warta Poznań (koszykówka)
Warta Poznań – polski klub koszykarski, sekcja Klubu Sportowego Warta Poznań działająca w latach 1927–1975.

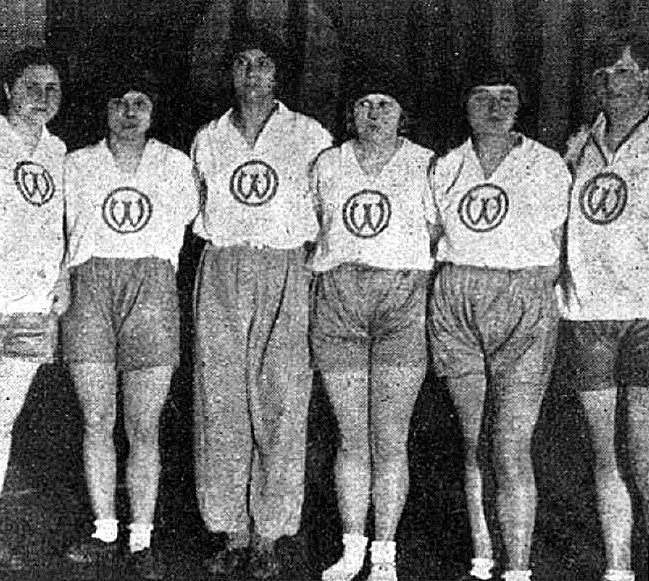
Drużyna żeńska Warty – mistrzynie Poznania z 1928

## Historia
Sekcja koszykówki utworzona została w 1927 roku i od samego początku należała do najsilniejszych w okręgu. W latach 1928, 1929, 1930 i 1931 Warta została wicemistrzem, każdorazowo przegrywając z zespołami Czarnej Trzynastki Poznań, AZS Poznań oraz KPW Poznań. W 1932 roku, z powodu częściowego kryzysu koszykarze nie stanęli do mistrzostw okręgu, by w następne dwa sezony znów kończyć jako wicemistrz. Po ⁣⁣wojnie⁣⁣ wojnie pierwsze mistrzostwa okręgu zostały rozegrane w 1945 roku, w których Warta zdobyła III miejsce.

## Sukcesy
- III miejsce w mistrzostwach Polski – 1946, 1948 i 1953
- Występy w ekstraklasie (10 sezonów): 1947/1948 – 1954/1955, 1958/1959, 1960/1961
- Mistrz Polski (juniorów) – 1974

## Reprezentanci Polski
- Rościsław Iwanow-Ruszkiewicz (Mistrzostwa Europy w Genewie 1946)
- Franciszek Szymura (Mistrzostwa Europy w Genewie 1946)